# Bosisio Parini
Bosisio Parini là một đô thị trong tỉnh Lecco, trong vùng Lombardia của Ý, cự ly khoảng 40 km về phía bắc của Milan và khoảng 11 km về phía tây nam của Lecco. Tại thời điểm ngày 31 tháng 12 năm 2004, đô thị này có dân số 3.197 người và diện tích là 6,6 km².
Bosisio Parini giáp các đô thị: Annone di Brianza, Cesana Brianza, Eupilio, Molteno, Rogeno.
The town was the birthplace of the poet Giuseppe Parini.